# Águas Santas (Póvoa de Lanhoso)
Águas Santas era una freguesia portuguesa del municipio de Póvoa de Lanhoso, distrito de Braga.

## Historia
Su territorio ha estado poblado desde antiguo, como lo demuestra el Rock Grabado, donde está la Piedra Ardegão pintada con motivos geométricos datados en la Edad del Bronce. 
Fue suprimida el 28 de enero de 2013, en aplicación de una resolución de la Asamblea de la República portuguesa promulgada el 16 de enero de 2013 al unirse con la freguesia de Moure, formando la nueva freguesia de Águas Santas e Moure.

## Patrimonio
Dentro de su patrimonio arquitectónico destaca la iglesia Santa María de Aguas Santas, de estilo románico, también conocida por Nuestra Señora de O, declarada monumento nacional el 16 de junio de 1910. Otro monumento es la capilla de Nuestra Señora de Guadalupe, supuestamente construida en 1580, y cuyo órgano fue colocado allí en 1827.